# DJ カルチャー
「DJ カルチャー」(DJ Culture)は、ペット・ショップ・ボーイズの楽曲。ベスト・アルバム『ディスコグラフィー - ザ・コンプリート・シングルス・コレクション』に収録された新曲2曲の内の1曲で、アルバムから1枚目のシングルとして発売された。
The Gridがリミックスを手がけた「Dj culturemix」も発売され、全英シングルチャートで40位を記録した。

## 収録曲
日本盤 シングル
1. DJ カルチャー
2. ミュージック・フォー・ボーイズ
3. DJ カルチャー (エクステンデッド・ミックス)

## チャート
| チャート (1991年)                                                                      | 最高位 |
| -------------------------------------------------------------------------------------- | ------ |
| オーストラリア (ARIA)                                                                  | 130    |
| ヨーロッパ (Eurochart Hot 100 Singles)                                                 | 25     |
| フィンランド (Suomen virallinen lista)                                                 | 6      |
| ドイツ (GfK Entertainment charts)                                                      | 19     |
| アイルランド (IRMA)                                                                    | 7      |
| スウェーデン (Sverigetopplistan)                                                       | 17     |
| スイス (Schweizer Hitparade)                                                           | 21     |
| UK シングルス (OCC)                                                                    | 13     |
| US ダンス・シングルス・セールス (Billboard) 「ミュージック・フォー・ボーイズ」との合算 | 13     |